# Інститут демократії імені Пилипа Орлика

Інститут демократії імені Пилипа Орлика

Інститу́т демокра́тії і́мені Пили́па О́рлика — недержавний аналітичний центр в Україні. Заснований в 1991 р., який займається підтримка реформ у всіх сферах; консолідацією громадянського суспільства; зміцненням місцевого самоврядування; євроінтеграцією. 

## Заснування і становлення
Заснований в Києві 1991 року з ініціативи Фундації «Україна — США» (US-Ukrainian Foundation) для проведення політичних досліджень і надання молодим демократичним силам, щойно представленим тоді у Верховній Раді УРСР, актуальної інформації щодо зміцнення демократії та розвитку ринкової економіки. Пізніше сфера співробітництва ІДПО була поширена на Адміністрацію Президента України, Уряд України, Конституційний суд, неурядові організації та ЗМІ. 
У 1993 році ІДПО був офіційно зареєстрований як українська незалежна, неприбуткова громадсько-політична й інформаційно-дослідницька організація. Серед його засновників були Леонід Шкляр, Іван Заєць, Юрій Костенко, Михайло Горинь, Іван Драч. Тоді ж була створена Наглядова рада ІДПО, до якої увійшли, зокрема, Роберт Мак-Коннелл, Надія Мак-Коннелл, Богдан Гаврилишин. Першим виконавчим директором ІДПО був Іван Лозовий (1992). Очолювала Інститут також Катерина Чумаченко, а після неї виконавчим директором став Маркіян Білинський (з 1994 року), який перебуває на цій посаді й дотепер. До постійної роботи в ІДПО залучалися українські та американські фахівці. 
З перших днів своєї діяльності ІДПО видавав і поширював серед органів влади України щоденний дайджест західної преси «Захід: Вікно в Україну». Також електронною поштою розсилався щоденний електронний бюлетень – короткий дайджест того, що пишуть про Україну на Заході. Діяла також так звана «Гаряча лінія для демократії» — чи не перші в країні пряма телефонна та електронна поштова лінії між Києвом і Вашингтоном. 
1994 року Інститут демократії спільно з Фундацією «Україна — США» і Університетом Індіана почав утілювати масштабний багаторічний проєкт «Програма розвитку Парламенту України» щодо реформування парламентських процедур. Мета проєкту полягала в глибокому аналізі роботи Парламенту, розробки рекомендацій для створення більш ефективного законотворчого процесу та їх втілення.

## Діяльність
Починаючи з 1995 року, ІДПО став надавати особливого значення розвитку в Україні демократії на місцевому рівні. Того року було підготовлено та поширено один з перших в Україні аналізів стану місцевого самоврядування. Кілька реалізованих надалі проєктів ІДПО було присвячено питанням підзвітності та прозорості в органах місцевого самоврядування, а також місцевому економічному розвитку. Фахівці ІДПО брали участь у підготовці проєкту Закону України «Про місцеве самоврядування в Україні», прийнятого Верховною Радою України в травні 1997 року. 
У 1997-2005 роках ІДПО у співпраці з Фундацією «Україна — США» виконував масштабний навчально-освітній Проєкт партнерства громад, фінансований USAID (Агенцією США з міжнародного розвитку). Було створено 18 партнерських пар українських та американських міст, в рамках співпраці яких відбувався обмін практичним досвідом розв'язання проблем місцевого самоврядування. Також у співпраці з відповідними міськими радами було створено і забезпечено персоналом п'ять регіональних навчальних центрів (РНЦ), розташованих у містах Донецьку, Львові, Харкові, Херсоні та Черкасах. Місія РНЦ полягала в тому, аби навчати урядовців виконавчих комітетів міських рад передових технологій місцевого самоврядування та надання житлово-комунальних послуг з застосуванням світового досвіду. З РНЦ співпрацювали близько 2000 міст, селищ і сіл України, серед них усі міста обласного значення відповідних регіонів. Але більшість учасників семінарів були представниками невеликих міст і селищ, що мають зазвичай доволі обмежений доступ до практичної інформації. РНЦ пропонували унікальні й привабливі послуги для українських міст, оскільки тренінги та семінари центрів були не тільки проваджені закордонними фахівцями, які забезпечували використання інноваційних технологій, але — найголовніше, і досвідченими українськими тренерами, чиї семінари базувалися на місцевих прикладах. 
З 2005 року ІДПО активно працює над проблемами, що стосуються Молдови, та їх регіональним впливом і наслідками, в першу чергу для України. У 2005-06 роках ІДПО взяв участь у дослідницькому проєкті під назвою «Тристоронній план розв'язання придністровського питання: Регіональне партнерство заради віднайдення спільного, орієнтованого на відданість, підходу». Тримовне дослідження — англійською, румунською та українською — було підготовлене та поширене серед урядових та неурядових кіл. У 2008 році ІДПО координував проєкт з "Міжнародних відносин, права меншин, а також питань безпеки", що складався із зустрічей експертів з України, Молдови та Румунії із залученням угорських експертів. У 2008-09 роках ІДПО ініціював тристоронній проєкт «Ефективне реагування інститутів задля боротьби із нетерпимістю й екстремізмом у чорноморському регіоні. Порівняльні точки зору в Румунії, Республіці Молдова та Україні». Висновки, отримані в результаті цього тристороннього заходу за участі ІДПО та установ із Бухареста та Кишинева, були представлені у всіх трьох столицях і надруковані у звіті з такою ж назвою, що був добре прийнятий. У 2010 році ІДПО виконав проєкт «Україна і Молдова: проблеми державного будівництва та європейської інтеграції», що включав освітній візит до Кишинева та подальшу публікацію та подання доповіді з аналізом та рекомендаціями. 
В процесі діяльності ІДПО технічну допомогу йому надавали, крім уже згаданого USAID, численні організації, у тому числі Pew Foundation, Mott Foundation, Westminster Found, PAUCI, MATRA, TACIS, Світовий банк, Фонд Євразія, Фонд Coca-Cola, польська Fundacja Rozwoju Demokracji Lokalnej, Freedom House, ТОВ «Європейська Компетентність», National Endowment for Demokracy, а також PACT. 